# Wohlstandspartei
Die Wohlstandspartei (amharisch ብልጽግና ፓርቲ, Oromo: Paartii Badhaadhiinaa, Somali: Xisbiga Barwaaqo, englisch Prosperity Party) ist eine 2019 gegründete politische Partei in Äthiopien.

## Geschichte
Nach dem Sturz des Derg-Regimes der Demokratischen Volksrepublik Äthiopien im Jahr 1991 durch eine Koalition verschiedener, ethnisch definierter Aufstandsbewegungen kam es zur Bildung einer Parteienkoalition, bestehend aus der Volksbefreiungsfront von Tigray (TPLF), der Demokratischen Organisation des Oromovolkes (OPDO, später Demokratische Partei der Oromos, ODP), der National-Demokratischen Bewegung der Amharen (ANDM, später Amharische Demokratische Partei, ADP)  sowie der Demokratischen Bewegung der südäthiopischen Völker (SEPDM). Gemeinsam bildeten sie die Revolutionäre Demokratische Front der Äthiopischen Völker (EPRDF), die die Regierung Äthiopiens von 1991 bis 2019 stellte. Unter der EPRDF-Regierung wurde eine neue Verfassung Äthiopiens ausgearbeitet, die sehr stark das Prinzip des ethnischen Föderalismus und des Selbstbestimmungsrechts der verschiedenen Ethnien Äthiopiens betonte. Es wurden neun Bundesstaaten (Regionen) und zwei Stadtstaaten eingerichtet. In der Folgezeit wurde die Politik Äthiopiens stark durch ethnische Partikularinteressen bestimmt, woraus auch offene Konflikte mit Vertreibungen von Hunderttausenden Menschen aus ihren Wohngebieten innerhalb Äthiopiens resultierten.
1991 bis zu seinem Tod 2012 amtierte Meles Zenawi, ein Tigrinya und Vorsitzender der TPLF, als Ministerpräsident. Ihm folgte Hailemariam Desalegn, ein Angehöriger der Ethnie der Wolaytta und Vorsitzender der SEPDM. Im Jahr 2018 trat dieser in Folge der Massenproteste 2016 zurück und sein Nachfolger wurde Abiy Ahmed, ein Oromo und Vorsitzender der ODP. Ahmed hatte sich ein ehrgeiziges politisches Reformprogramm zum Ziel gesetzt. Dazu gehörte neben Wirtschafts- und politischen Reformen auch eine Reform des Systems des ethnischen Föderalismus, das in seiner jetzigen Form den ethnischen Nationalismus mehr angeheizt, als beruhigt habe. Im November 2019, schon im Vorfeld der für 2020 anstehenden Parlamentswahl, schlug Ahmed vor, dass sich die vier Einzelparteien der EPRDF zu einer einzigen Partei vereinigen sollten. Die drei Parteien OPDO, SEPDM und EPRDF stimmten dem zu und die neue Partei wurde am 1. Dezember 2019 in Addis Abeba unter der Bezeichnung Wohlstandspartei gegründet. Weitere fünf politische Gruppen, denen bisher der Anschluss an die EPRDF verweigert worden war, schlossen sich der neuen Partei an. Die Gründung der neuen Partei wurde jedoch von der TPLF, die eine führende Rolle bei der Bildung der EPRDF gespielt hatte und lange deren Führungskader gestellt hatte, abgelehnt. Ideologisch positionierte sich die neue Partei im Gegensatz zur alten EPRDF, die noch ein marxistisches Vokabular pflegte, als marktwirtschaftlich orientiert, was auch im gewählten Parteinamen zum Ausdruck kam. Kritiker Ahmeds warfen diesem vor, seine Kompetenzen als EPRDF-Präsident überschritten zu haben und die Partei praktisch im Alleingang und ohne ausreichende vorherige Diskussion gegründet zu haben.

## Gründungsparteien
Die konstituierenden Parteien am 1. Dezember 2019 waren die folgenden:
- Nationaldemokratische Partei Afars (ANDP)
- Demokratische Einheitsfront des Volkes von Benishangul-Gumuz (BDP)
- Demokratische Partei der Oromos (ODP)
- Amharische Demokratische Partei (ADP)
- Demokratische Bewegung der Südäthiopischen Völker (SEPDM)
- Somali People’s Democratic Party
- Demokratische Bewegung der Völker Gambellas (GPDM)
- Nationale Liga der Aderi (HNL)